# Żona fil-Baħar fl-inħawi tal-Punent tal-Graben ta´ Malta
Żona fil-Baħar fl-inħawi tal-Punent tal-Graben ta´ Malta este o arie protejată (sit de importanță comunitară — SCI) din Malta întinsă pe o suprafață de 20.127,74 ha, integral pe uscat.

## Localizare
Centrul sitului Żona fil-Baħar fl-inħawi tal-Punent tal-Graben ta´ Malta este situat la coordonatele 35°51′31″N 13°54′43″E / 35.8585°N 13.912°E.

## Înființare
Situl Żona fil-Baħar fl-inħawi tal-Punent tal-Graben ta´ Malta a fost declarat sit de importanță comunitară în iunie 2018 pentru a proteja un număr necunoscut de specii din flora spontană și fauna sălbatică aflate în arealul zonei.

## Biodiversitate
Situată în ecoregiunea marină mediteraneană, aria protejată conține 1 habitat natural: Recifuri.
La baza desemnării sitului se află un număr nedeclarat de specii protejate.